# Max Rott

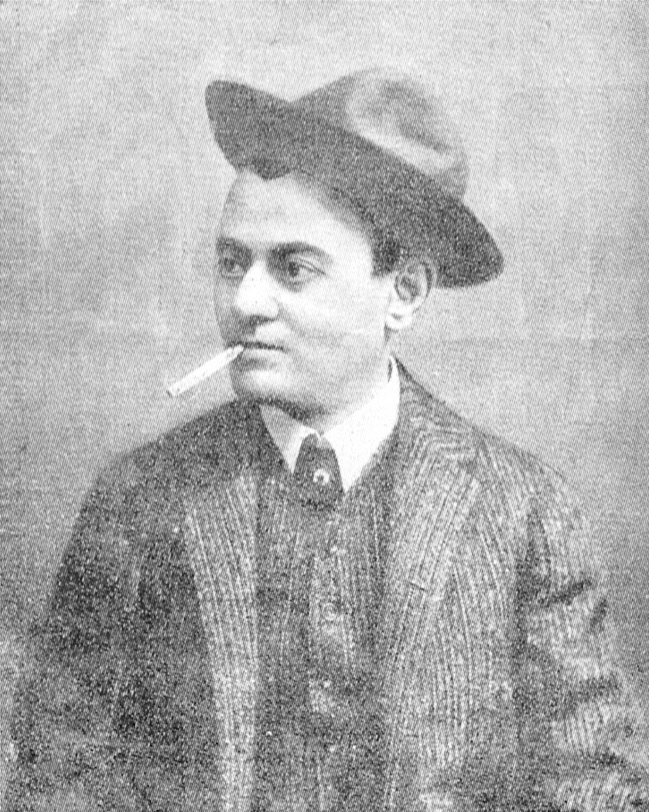
Max Rott am Budapester Orpheum.

Max Rott (* 1863 in Galizien, Österreich-Ungarn als Mendel Rottmann; † vermutlich im März 1922 in Wien) war ein österreichischer Komiker und Coupletsänger.
Er war ein Vertreter der jüdischen Jargonkomik und brachte es als langjähriges Ensemblemitglied des Budapester Orpheums sowie sowohl mit Soloauftritten als auch im Duett als „Gebrüder Rott“ zu großer Bekanntheit im frühen Wiener Kabarett.

## Leben und Wirken
Rott wurde streng orthodox als Sohn eines jüdischen Großkaufmanns erzogen, weshalb er in seiner Jugend von zuhause weg zog. Er verdiente sich seinen Lebensunterhalt mit jüdischen Volksliedern, die er in Gasthäusern in Lemberg und Przemyśl vortrug. Auf diese Weise lernte er die Sänger Rhomes und Schor kennen, mit denen er das „Trio Rhomes“ bildete, das komische Gesangs- und Tanzauftritte absolvierte. Ihre Auftritte führten sie nach Budapest, wo sie in Herzmanns Orpheum den „Tenoristen“ Benjamin Blaß aufnahmen. Gemeinsam mit Blaß bildete Rott wenig später das Gesangs- und Komikerduo „Gebrüder Rott“, das Auftritte in Pruggmeyers Orpheum absolvierte.
Als 1889 der Wiener Singspielhallen-Impresario Bernhard Lautzky in Budapest ein neues Team für seine Singspielhalle zusammenstellte, wurde er auch auf die Gebrüder Rott aufmerksam. Lautzky gründete die Budapester Orpheumgesellschaft, mit der er ursprünglich nur die Sommersaison 1889 bespielen wollte. Der große Erfolg sorgte jedoch dafür, dass das Ensemble und mit ihm Max Rott in Wien sesshaft wurde.
1899 erkrankte Benjamin Blaß und Rott fand Bernhard Liebel als neuen Komiker für die „Gebrüder Rott“. Als Heinrich Eisenbach das Budapester Orpheum übernahm, begann Rotts Glanzzeit. Er spielte in zahlreichen Volksstücken, Possen und Einaktern. Seine besten Rollen lieferte er in der Klabriaspartie, Leiser und der doppelte Buchhalter ab.
Einzelauftritte absolvierte Rott unter anderem mit dem Programm „Die Brautschau“. Als Coupletsänger interpretierte er Stücke wie „Ein jüdischer Hauslehrer“, „Ich hab mich so am Krieg gefreut und nichts is draus geworden“, „Glaubns ich bin meschugge“, „Überbrettl“, „Unterbrettl“, „Schall und Rauch“, „Das miese Mädel!“ und „De Nos gefallt m’r nix“ (was so viel wie „die Nase gefällt mir nicht“ bedeutet).
1915 brach bei Rott ein Leiden aus, die auch eine Sprachstörung hervorrief. Er musste sich daher im Alter von 52 von seinen Aktivitäten zurückziehen. Rott starb vermutlich im März 1922, als ein Nachruf Alfred Polgars erschien.

## Nachruf
„Rott war durchfärbt vom Jargon, und diese Komik brachte er mit auf die Bühne. Er galt als Typus ostjüdischen Komödiantentums. Er spielte unbeschreiblich gut die Zerdrückten und Geduckten, die es geschäftlich exploitierten, dass sich jeder an ihnen die Stiefel abwischt. Die ganz kleinen arglosen Halunken. Die Schwarzfahrer der Liebe und des Verdienens.“